# Point Lance
Point Lance är en ort i Kanada.   Den ligger i provinsen Newfoundland och Labrador, i den östra delen av landet, 1 700 km öster om huvudstaden Ottawa. Point Lance ligger 13 meter över havet och antalet invånare är 119.
Terrängen runt Point Lance är platt. Havet är nära Point Lance söderut. Trakten är glest befolkad. Närmaste större samhälle är St. Bride's, 12,8 km nordväst om Point Lance. 